# Rybáci
Rybáci (Sterninae) je skupina mořských ptáků v rámci čeledi rackovití (Laridae) a řádu dlouhokřídlých. Systematika dlouhokřídlých je předmětem pokračujících vědeckých debat. V minulosti byli rybáci považování za samostatnou čeleď rybákovití (Sternidae), moderní taxonomie však rybákům přisuzuje status podčeledi v rámci čeledi rackovitých.
V porovnání s racky je jejich stavba těla jemnější, mají užší špičatý zobák a většinou delší, vykrojený ocas. Obvykle se vyskytují v blízkosti moří, řek nebo mokřadů. Dříve byli rybáci označování jako podčeleď rackovitých, ale v současnosti se jedná o samostatnou čeleď.
Většina jednotlivých druhů má světle šedý hřbet a černou hlavu, zatímco břicho a spodek ocasu jsou bílé. Výjimečně najdeme i druhy, které mají část roku peří tmavé i v dolních partiích. Obě pohlaví jsou totožného vzhledu, pohlavní dimorfismus je velmi nevýrazný nebo vůbec žádný. Naopak mladí ptáci jsou snadno rozlišitelní od dospělých. 
Rybáci se sdružují do velkých kolonií po celý rok a vyskytují se na otevřených místech, kde kladou vajíčka na holou zem, výjimečně vystlanou mechem nebo mořskými řasami. Některé druhy si staví i plovoucí hnízda přímo na vodě. V závislosti na druhu samice kladou jedno až tři vejce. Živí se rybami, které za letu loví ve vodě, nebo korýši, v době hnízdění i hmyzem a mouchami. Kořist dokážou ulovit i díky rychlým leteckým výpadům pod vodní hladinu. Na rozdíl od racků migruje většina rybáků i na velké dálky.
Rybáci nemají relativně žádného přirozeného predátora, který by je sužoval pravidelně. Přesto jsou jejich nechráněná vejce v hledáčku mnoha vejcožroutů; od těch pozemních, po ty, co létají.
Další rozdíl mezi rybáky a racky je i v přizpůsobivosti. Racci se rychle přizpůsobí a naučili se žít v souladu s lidmi, i znečišťování jim tolik nevadí. Naopak rybáci se se změnami těžko vyrovnávají a jejich populace spíše klesají, než stoupají. Může za to znečištění, málo potravy a rušení lidmi; takže především lidská činnost.
Čtyři druhy jsou již klasifikovány jako ohrožené, některé jsou na tom i hůře. Přestože existují mezinárodní dohody na ochranu těchto ptáků, v tropických oblastech se stále často jedí jak dospělí ptáci, tak vajíčka. Na západě Indie se konzumují vajíčka speciálně dvou druhů a místní lidé věří, že mají afrodiziakální vlastnosti. Pravda to ale není.

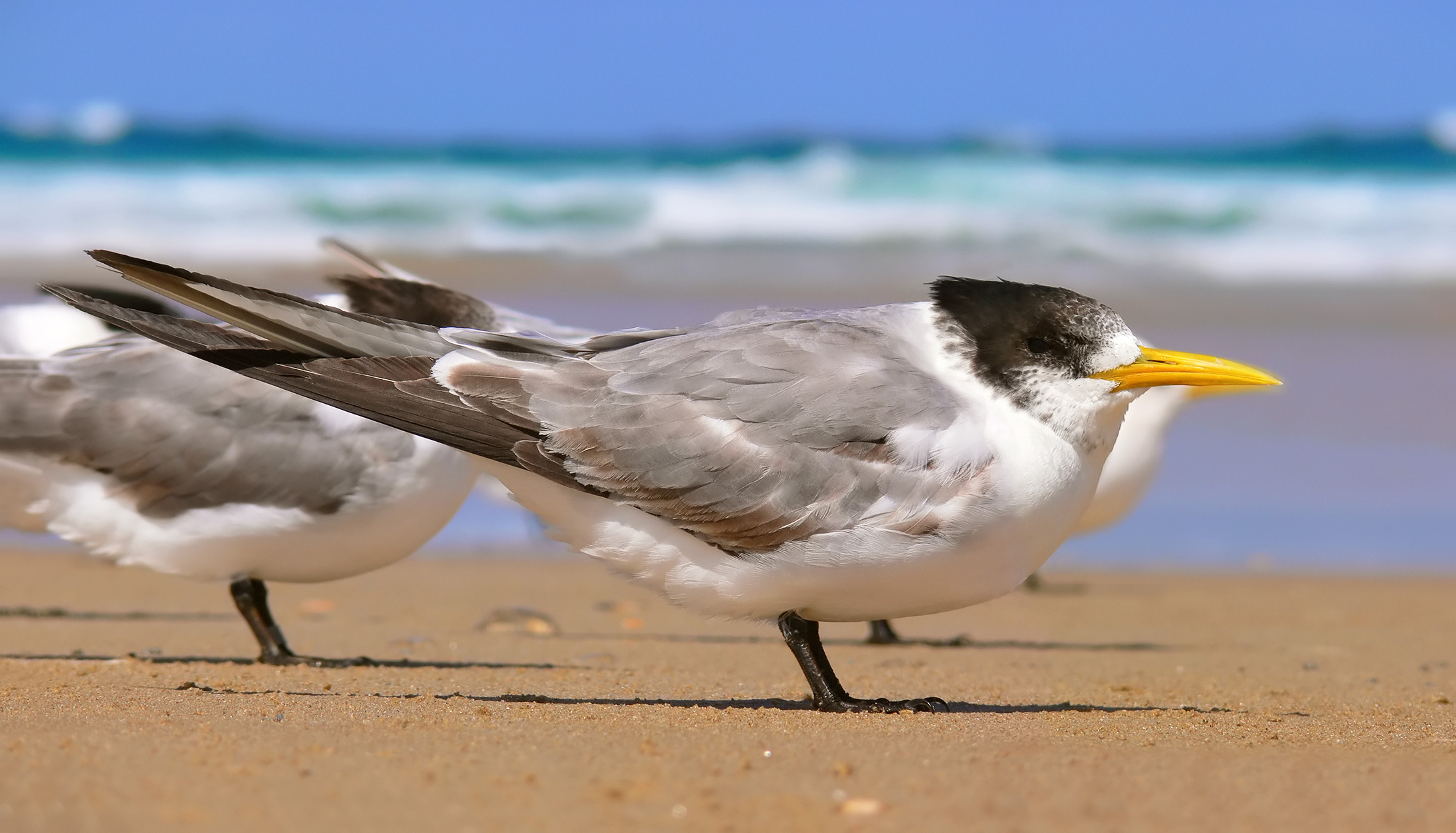
Rybák chocholatý

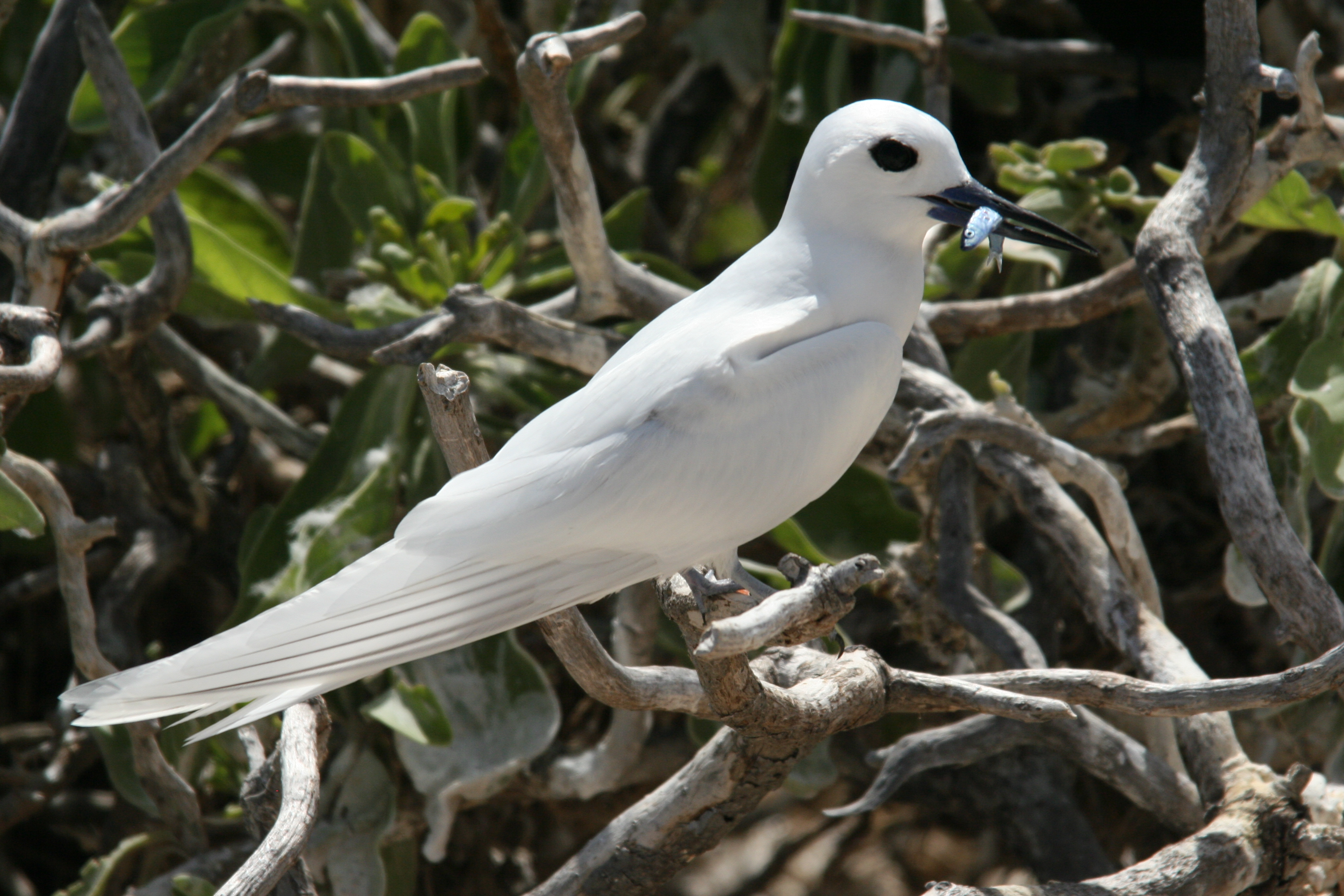
Nody bělostný

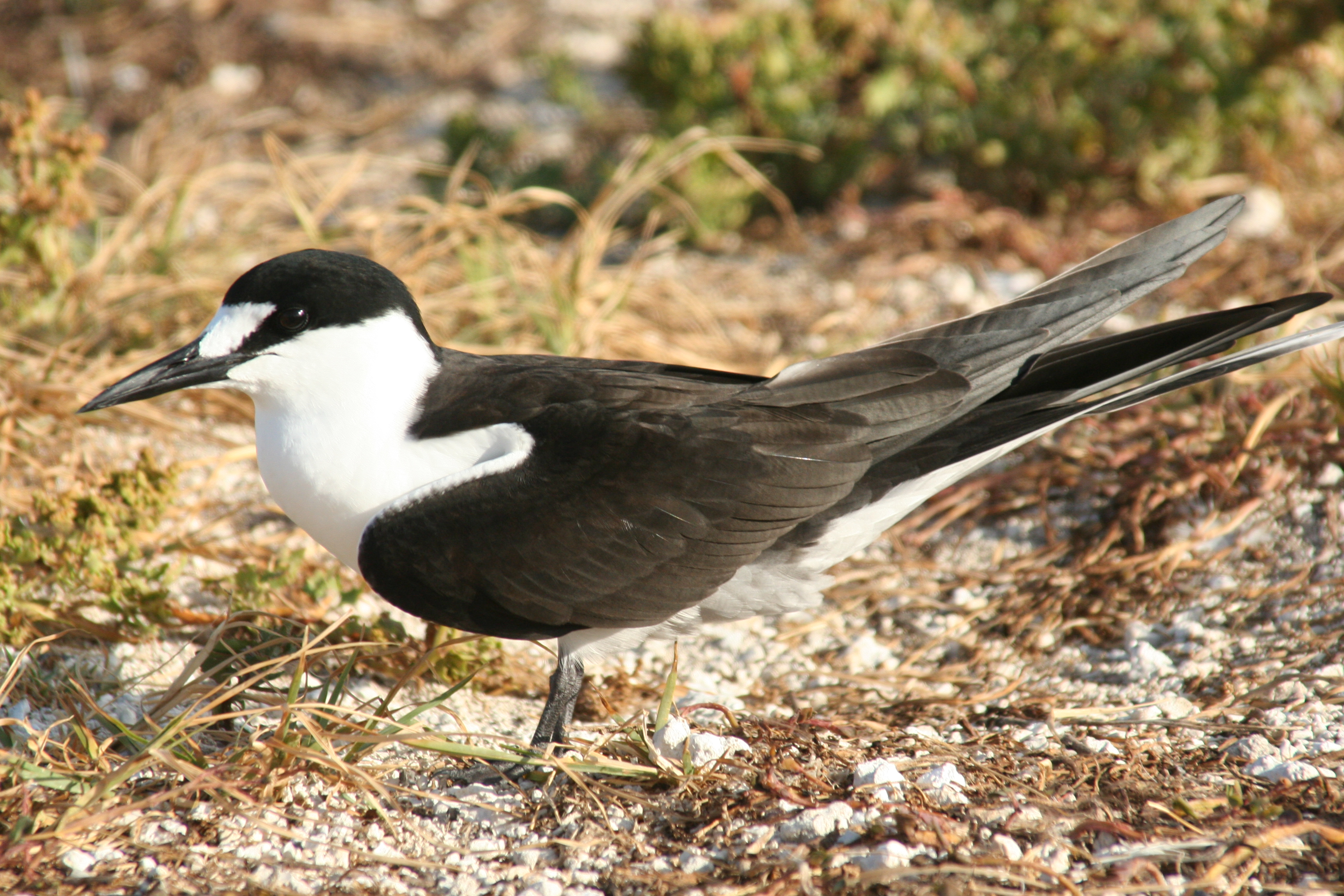
Rybák černohřbetý

## Druhy zjištěné v Česku
- rybák malý (Sternula albifrons)
- rybák velkozobý (Hydroprogne caspia)
- rybák černozobý (Gelochelidon nilotica)
- rybák severní (Thalasseus sandvicensis)
- rybák obecný (Sterna hirundo)
- rybák dlouhoocasý (Sterna paradisaea)
- rybák černý (Chlidonias niger)
- rybák bělokřídlý (Chlidonias leucopterus)
- rybák bahenní (Chlidonias hybrida)

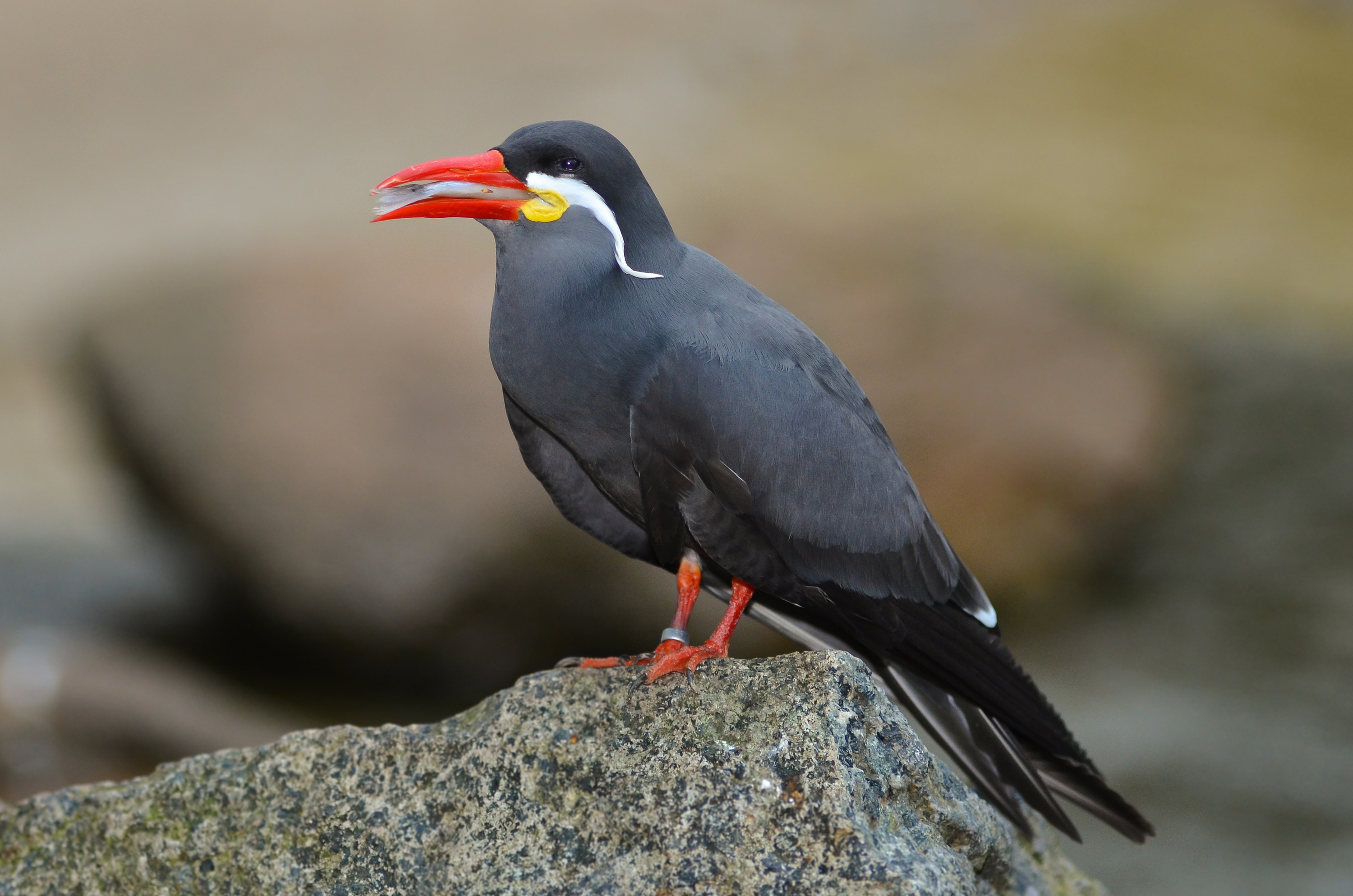
Rybák inka

## Systematický přehled druhů
Přehled druhů vychází z nového názvosloví, navrženého na základě analýz mitochondriální DNA.
- Anous – rybáci nody
  - nody obecný, A. stolidus
  - nody bělotemenný, A. minutus
  - nody tenkozobý, A. tenuirostris
- Procelsterna – rybáci nody
  - nody šedý, P. cerulea
  - nody bělavý, P. albivitta
- Gygis – rybáci nody
  - nody bělostný, G. alba
  - nody malý, G. microrhyncha
- Onychoprion – hnědokřídlí rybáci
  - rybák černohřbetý, O. fuscata
  - rybák tichomořský, O. lunata
  - rybák uzdičkový, O. anaethetus
  - rybák aleutský, O. aleutica
- Sternula – malí rybáci
  - rybák malý, S. albifrons
  - rybák nejmenší, S. antillarum
  - rybák amazonský, S. superciliaris
  - rybák australský, S. nereis
  - rybák chilský, S. lorata
  - rybák arabský, S. saundersi
  - rybák damarský, S. balaenarum
- Phaetusa
  - rybák žlutozobý, P. simplex
- Gelochelidon
  - rybák černozobý, G. nilotica
- Hydroprogne
  - rybák velkozobý, H. caspia
- Larosterna – rybáci inka
  - rybák inka, L. inca
- Chlidonias – bahenní rybáci
  - rybák černý, Ch. niger
  - rybák bělokřídlý, Ch. leucopterus
  - rybák bahenní, Ch. hybrida
  - rybák novozélandský, Ch. albostriatus
- Sterna – typičtí rybáci většinou s černou čepičkou
  - rybák rajský, S. dougallii
  - rybák běločelý, S. striata
  - rybák bělotemenný, S. sumatrana
  - rybák jihoamerický, S. hirundinacea
  - rybák jižní, S. vittata
  - rybák dlouhoocasý, S. paradisaea
  - rybák obecný, S. hirundo
  - rybák Forsterův, S. forsteri
  - rybák bělohlavý, S. trudeaui
  - rybák ostroocasý, S. acuticauda
  - rybák říční, S. aurantia
  - rybák bělolící, S. repressa
  - rybák kerguelenský, S. virgata
- rod Thalasseus – chocholatí rybáci
  - rybák královský, T. maximus
  - rybák chocholatý, T. bergii
  - rybák severní, T. sandvicensis
  - rybák západní, T. elegans
  - rybák oranžovozobý, T. bengalensis
  - rybák čínský, T. bernsteini